# Brufe (Vila Nova de Famalicão)
Pour les articles homonymes, voir Brufe.
Brufe est une localité (freguesia) de la municipalité portugaise de Vila Nova de Famalicão.

## Population
Brufe comptait 2 288 habitants en 2001.